# Sidokare (Ampelgading)
Sidokare is een bestuurslaag in het regentschap Pemalang van de provincie Midden-Java, Indonesië. Sidokare telt 4519 inwoners (volkstelling 2010).